# Thomas Hewlett, Baron Hewlett
Thomas Clyde Hewlett, Baron Hewlett Kt CBE (* 4. August 1923; † 2. Juli 1979 in Congleton, Cheshire) war ein britischer Wirtschaftsmanager, Unternehmer und Politiker der Conservative Party, der 1972 aufgrund des Life Peerages Act 1958 als Life Peer Mitglied des House of Lords wurde.

## Leben
Hewlett war der Sohn des  Politikers Thomas Henry Hewlett, der zwischen 1940 und 1945 Abgeordneter der Conservative Party im House of Commons war. Nach dem Schulbesuch absolvierte er ein Studium an der University of Cambridge und konnte sich 1948 bei der Wahl zum Präsidenten der Cambridge Union gegen den späteren Politiker der Labour Party, Peter Shore, durchsetzen. Später war er als Wirtschaftsmanager sowie Unternehmer tätig und stellvertretender Vorstandsvorsitzender und Geschäftsführer der Anchor Chemical Company sowie von Borg Warner Chemicals UK Ltd.
Für seine langjährigen Verdienste als Politiker, Manager und Unternehmer, aber auch für gesellschaftliche Einrichtungen wie das Naturschutzgebiet Swettenham Meadows Nature Reserve in Cheshire wurde er unter anderem am 13. Juni 1959 zum Commander des Order of the British Empire sowie am 13. Juni 1964 zum Knight Bachelor geschlagen, so dass er danach den Namenszusatz „Sir“ führte. Wie sein Vater engagierte sich auch Hewlett in der Conservative Party und war seit 1965 Vorsitzender des Exekutivkomitees der Nationalen Union der Conservative Party.
Durch ein Letters Patent vom 26. April 1972 wurde Hewlett als Life Peer mit dem Titel Baron Hewlett, of Swettenham in the County of Derbyshire, in Adelsstand erhoben und gehörte damit bis zu seinem Tod dem House of Lords als Mitglied an. Seine offizielle Einführung (Introduction) als Oberhausmitglied erfolgt am 8. Juni 1972 mit Unterstützung durch Eric Edwards, Baron Chelmer und Arthur Vere Harvey, Baron Harvey of Prestbury. Am 2. Juli 1979 wurde er unter ungeklärten Todesumständen in seinem Haus in Congleton tot aufgefunden.
Sein älterer Bruder war der Schauspieler Donald Hewlett, der unter anderem in Fernsehserien wie Simon Templar sowie Mit Schirm, Charme und Melone mitgewirkt hat.